# 吳振碩
吳振碩（韓語：오진석），或譯為吳鎮錫，韓國電視劇導演。

## 作品列表

### 電視劇
- 2011年：SBS《加油！歐巴桑》
- 2013年：SBS《結婚的女神》
- 2014年：SBS《現代農夫》
- 2015年：SBS《龍八夷》
- 2017年：SBS《我的野蠻女友》
- 2019年：MBC《有瑕疵的人們》
- 2023年：Netflix《造后者》

### 助理導演作品
- 2004年：SBS《巴黎戀人》
- 2005年：SBS《我的愛Toram》
- 2005年：SBS《不良主婦》
- 2005年：SBS《布拉格戀人》
- 2007年：SBS《遇上完美鄰居的方法》

## 外部連結
- NAVER